# Covage
Covage est une entreprise française, 3e opérateur d’infrastructure de gros sur le marché de la fibre optique pour les entreprises en France. Il est issu du rapprochement de Kosc Telecom et des réseaux de Covage, repris par le Groupe Altitude en 2020 et 2021.

## Histoire
En 2004, elle est créée en tant qu'opérateur d’infrastructures très haut débit sous le nom d'Axia France. En 2006, elle prend le nom de Covage, elle est alors détenue par l’entreprise française Vinci Networks et l’entreprise canadienne Axia Netmedia Corporation.
En 2011, les parts de la société sont également distribuées entre Axia Netmedia Corporation et Cube Infrastructure Fund (fonds d'investissement européen dédié aux infrastructures, géré par Cube Infrastructure Managers). En mars 2016, le fonds d'investissement suisse Partners Group reprend 50 % de l'actionnariat de Covage en acquérant la société Axia FiberNet.
Depuis sa création, Covage est spécialisé dans la conception, le déploiement et l’exploitation de réseaux en partenariat avec les collectivités locales.
Covage a notamment signé un contrat de délégation de service public avec la Collectivité territoriale de Corse en 20114 et avec le Grand Poitiers début 20125.
En novembre 2015, Covage annonce la commercialisation de son réseau dans les Yvelines6 , dans la continuité de ses implantations en Ile-de-France.
Le 21 juillet 2016, Covage dépose une offre ferme de rachat de son concurrent Tutor. À eux deux, Covage et Tutor détiennent 40 réseaux en France7. Ce rachat est finalisé le 15 décembre 2016.
Le 25 novembre 2019, Altice Europe (Pays Bas) annonce son intention d'acquérir 100% de l'opérateur d'infrastructure Covage via sa filiale SFR FTTH pour un montant d'un milliard d'euros. L'opération doit être finalisée au premier semestre 2020,.
En novembre 2020, SFR FTTH obtient l'accord de la Commission européenne pour le rachat de Covage, pour ainsi devenir le principal concurrent d'Orange pour l'infrastructure à l'échelle française. Le 9 décembre 2020, Altice France annonce la finalisation du processus d'acquisition du groupe Covage par sa filiale SFR FTTH (devenue Xp Fibre) pour un montant s'élevant à un milliard d'euros,.
L'entreprise Covage est reprise par le groupe Altitude à travers sa filiale Altitude Infrastructure depuis octobre 2021 date à laquelle Xp Fibre (ex-SFR FTTH) revend une partie des réseaux de Covage à Altitude Infrastructure,.

## Activités
Covage développe plusieurs types de services :
- les services d'accès à Internet à très haut débit, avec des accès sur fibre optique, du transit IP et du multicast ;
- les services d'hébergement en centres de données répartis sur son réseau ;
- les services de connectivité optique, avec la location de fibre optique noire, des accès FTTO et FTTH.